# ブラックバーン B-54
ブラックバーン B-54
ブラックバーン B-88
- 用途：対潜哨戒機
- 製造者：ブラックバーン・エアクラフト
- 運用者： イギリス（海軍 艦隊航空隊）
- 初飛行：1949年9月20日
- 生産数：3機
- 運用状況：試作のみ

ブラックバーン B-54（Blackburn B-54）とB-88は、第二次世界大戦直後の時期にイギリスの艦隊航空隊（FAA）向けに開発された艦載対潜哨戒機の試作機である。
これらの機体は中翼に配置した逆ガルウィングの主翼と首輪式降着装置を備えた通常の形式の単葉機であった。パイロットと偵察員は胴体頂部の長いキャノピーに覆われタンデムに配置されていた。B-54はレシプロエンジンで、B-88はターボプロップエンジンで二重反転プロペラを駆動し、レーダー操作板は長い胴体内爆弾倉の直後にある胴体後部の引き込み式レドーム内に収められていた。
フェアリー ガネットが選ばれたため本機の開発は破棄された。

## 歴史
B-54又はY.A.5は先進的な艦載対潜哨戒機を求めた要求仕様 "G.R.17/45"に応じてブラックバーン・エアクラフトが設計した機体であった。競合するフェアリー社は同じ要求仕様でフェアリー 17を設計し、この機体が最終的に競作の勝者となるフェアリー ガネットとなった。
オリジナルのY.A.5は、二重反転プロペラを共通のギアボックスを介して駆動する2基のネイピア ナイアド ターボプロップエンジンで構成される新しいネイピア ダブル・ナイアドを装着するように設計されていた。このエンジンは最終的にキャンセルされたため、Y.A.5は二重反転プロペラを駆動するロールス・ロイス グリフォン 56を装着したY.A.7として進空した。この機体はフェアリー社設計の機体に先立つ1949年9月20日に初飛行を行った。
1950年に海軍本部はレーダーとレーダー操作員の搭載を要求仕様に加えた。Y.A.7は更に改良され、操縦性の改善のために空力的に洗練され3人目の搭乗員の席が加えられたY.A.8となり、1950年3月3日に初飛行を行った。Y.A.8の設計は1950年7月19日に初飛行を行ったB-88：Y.B.1機の基本となった。B-88は、Y.A.5に装着された元々のナイアド エンジンと設計面で類似したアームストロング・シドレー ダブルマンバを装着した。この設計の開発が長引いたことと既にダブルマンバを装着して着艦試験をこなし、元々の要求仕様を全て満たした状態で運用に入る予定のフェアリー ガネットが有望なこともあり艦隊航空隊はこの機体に対する興味を失った。

## 設計
B-54 / B-88は、中翼配置の逆ガルウィングの主翼と垂直尾翼の半ばの位置にかなりの上反角のついた水平尾翼を持つ大型の単発単葉機であった。フェアリー ガネットとは異なり逆ガルウィングの折れ目部分だけで分割される簡単な主翼の折り畳み構造を有していた。
高さのある胴体にはエンジンと大型の兵装収納倉を持ち、頂部の一体型キャノピーの下に2名の乗員がタンデムに座った（ガネットの3名目の乗員はブラックバーン社の設計がキャンセルされた後で要求された）。降着装置は通常の首輪式であり、レーダー走査板はフェアリー ガネットとほぼ同様に胴体後部の引き込み式レドーム内に収められていた。

## エンジン
ネイピア ナイアド エンジン開発のキャンセル後、試作機には直ぐに入手可能な直径13 ft (4 m)の6枚二重反転プロペラを駆動する出力2,000 hp (1,491 kW) のロールス・ロイス グリフォン 56を装着した。B-88ではアームストロング・シドレー マンバを基礎にしたダブルマンバ（"ツインマンバ"としても知られる）で8枚ブレードの二重反転プロペラを駆動していた。B-88で使用されたASMD.1 エンジンは2,950 hp (2,200 kW) の出力を発生した。

## 各機体
- ブラックバーン B-54 YA.5

ネイピア ナイアド エンジン装着を想定。YA.7に改装。
- ブラックバーン B-54 YA.7

YA.5の機体にロールス・ロイス グリフォン 56を装着。
- ブラックバーン B-54 YA.8

YA.7に空力的な改良。
- ブラックバーン B-88 YB.1

YA.8にアームストロング・シドレー ダブルマンバを装着。

## 要目
(B-88) Blackburn Aircraft since 1909 
- 乗員：3名
- 全長：13.01 m (42 ft 8 in)
- 全幅：13.47 m (44 ft 2 in)
- 全高：5.11 m (16 ft 9 in)
- 全備重量：5,950 kg
- エンジン：1 × アームストロング・シドレー ダブルマンバ ASMD.1 ターボプロップエンジン、2,950 shp (2,213 kW)
- 最大速度：515 km/h (320 mph, 278 knots)

- 武装
  - 爆弾 又は 爆雷（胴体内爆弾倉）